# New Vienna (Ohio)
New Vienna é uma vila localizada no estado norte-americano de Ohio, no Condado de Clinton.

## Demografia
Segundo o censo norte-americano de 2000, a sua população era de 1294 habitantes.
Em 2006, foi estimada uma população de 1388, um aumento de 94 (7.3%).

## Geografia
De acordo com o United States Census Bureau tem uma área de
2,1 km², dos quais 2,1 km² cobertos por terra e 0,0 km² cobertos por água. New Vienna localiza-se a aproximadamente 350 m acima do nível do mar.

## Localidades na vizinhança
O diagrama seguinte representa as localidades num raio de 16 km ao redor de New Vienna.